# Euscelophilus chinensis
Euscelophilus chinensis là một loài bọ cánh cứng trong họ Attelabidae. Loài này được Schilsky miêu tả khoa học năm 1906.